# Fodboldhold
Et fodboldhold består indenfor fodboldsporten af 11 spillere.
En målmand og 10 såkaldte markspillere.
Ud over disse kan der være et antal reserver. Antallet af tilladte reserver varierer i forskellige turneringer, typisk tre.
Målmanden, der som den eneste må berøre bolden med hænderne og dette må kun foregå i straffesparkfeltet, er iklædt en trøje der adskiller sig fra resten af holdet.
Den klassiske rollefordeling for markspillere var:
- Højre og venstre bak, bagerste forsvarskæde
- Højre og venstre half-bak, midtbanekæde
- Center half-bak, højre og venstre innerwing, fremskudt midtbanekæde
- Højre og venstre wing, og centre forward, angrebskæde

I dag er rollerne noget mere dynamiske.
- wingbak
- sweeper
- defensiv midtbane
- offensiv midtbane

## Lukkede hold
Et lukket hold er et hold ikke oprettet af klubben, men af en person der ansøger om at oprette et under klubben, og forskellen mellem et almindelig hold og et lukket hold er, at spillerne og trænerne/holdlederne er ansvarlig i at administrere holdet selv. Lukkede hold skal stadig følge klubbernes regler, og hvis man ikke følger dem, kan holdet blive straffet. Flest lukkede hold er lukket af for nye spillere og trænere, men der er nogle der tillader det.